# Frauenfeldiella coussapoae
Frauenfeldiella coussapoae är en tvåvingeart som beskrevs av Ewald Rübsaamen 1905. Frauenfeldiella coussapoae ingår i släktet Frauenfeldiella och familjen gallmyggor. Inga underarter finns listade i Catalogue of Life.